# (5229) Irurita
(5229) Irurita  es un asteroide perteneciente al cinturón de asteroides, descubierto el 23 de febrero de 1987  por Henri Debehogne desde el Observatorio de La Silla en Chile.
Su nombre ha referencia a Irurita, uno de los 15 pueblos enclavados en el valle de Baztan, dentro de la Comunidad Foral de Navarra en el norte de España.